# Vincenzo Carabetta
Pour les articles homonymes, voir Carabetta.
Vincenzo Carabetta, né le 7 septembre 1973, est un judoka français. 

## Carrière
Il est sacré champion de France de judo dans la catégorie des poids moyens en 1994 et en 1996. Il remporte la médaille d'or des poids moyens aux Jeux de la Francophonie 1994 et aux Jeux de la Francophonie 2001, la médaille d'argent des poids moyens des Championnats d'Europe de judo 1994 et la médaille de bronze des poids moyens des Championnats d'Europe de judo 1998.
Il obtient également trois médailles aux Championnats d'Europe par équipes de judo ; une en or en 1996 et deux en bronze en 1994 et en 1995.

## Famille
Il est le frère de plusieurs judoka : Angelo, Antonio, Giuseppe et Bruno.
Il a aussi un fils le 07/11/2004 : Gabin Carabetta